# Rob Pilatus
Rob Pilatus, all'anagrafe Robert Pilatus (Monaco di Baviera, 8 giugno 1965 – Francoforte sul Meno, 3 aprile 1998), è stato un cantante, ballerino e modello tedesco.
È conosciuto per essere stato uno dei due frontman del gruppo Milli Vanilli.

## Biografia
Rob Pilatus era figlio di padre statunitense e madre tedesca; fu in seguito adottato, a 4 anni, da una coppia di Monaco di Baviera.
Pilatus lavorò come modello e ballerino di break dance. Nel 1987 partecipa all'Eurovision Song Contest come corista del gruppo Wind con la canzone Lass die Sonne in dein Herz, che arrivò secondo. Nel 1988 formò il gruppo Milli Vanilli con Fabrice Morvan, con il quale vinse il Grammy come "Best New Artist" nel 1990.
Dopo la revoca del Grammy nel 1990, dovuta al fatto che Rob Pilatus e Fab Morvan non erano i reali cantanti del gruppo, per il tedesco iniziò una spirale autodistruttiva, culminata con la sua detenzione negli Stati Uniti per vandalismo e furto. Nel 1996 fu ferito alla testa con una mazza da baseball dopo aver tentato di rubare un veicolo a Hollywood, fu ricoverato d'urgenza e in seguito sottoposto a un tentativo di disintossicazione da droghe e alcool, ma senza successo.
Nel 1997 Pilatus e Morvan tentarono di restaurare la propria immagine, producendo un nuovo album Back and in Attack, nel quale erano inclusi anche alcuni loro successi del passato, stavolta cantati con le loro vere voci. 
Il 2 aprile 1998, alla vigilia dell'inizio del tour per promuovere il rilancio del gruppo, Pilatus fu trovato morto in un hotel di Francoforte sul Meno, probabilmente a causa di un'overdose di stupefacenti.

## Discografia

### Milli Vanilli
- All or Nothing (1988)
- All or Nothing (remix album) (1989)
- Girl You Know It's True (1989)
- The Remix Album (1990)
- Back and in Attack (1998) unreleased
- Greatest Hits (2006)

### Rob & Fab
- Rob & Fab (1993)